# 大橋弥一郎
大橋 弥一郎（おおはし やいちろう、1900年〈明治33年〉9月 - 没年不詳）は、日本の実業家。百三十三銀行・近江貯蓄銀行各監査役。滋賀県出身。

## 略歴
滋賀県人先代弥一郎の二男にして明治33年9月生まれ。大正14年家督を相続、前名正蔵を改めた。百三十三銀行・近江貯蓄銀行各監査役。
家族は、兄徳太郎（明31年生まれ）。
住所は、滋賀県犬上郡彦根町。